# Oxycnemis gracillinea
Oxycnemis gracillinea là một loài bướm đêm trong họ Noctuidae.